# Vladislao I de Valaquia
Vladislao I o Ladislao I (en búlgaro: Владислав I; en rumano: Vladislav I) de la dinastía Basarab, también conocido como Vlaicu Vodă, fue el gobernante del principado de Valaquia (una parte de la actual Rumanía) desde 1364 a 1377.
Fue vasallo del emperador búlgaro Iván Alejandro. En 1369 Vladislav I sometió Vidin y reconoció a Luis I de Hungría como su señor a cambio de Severin, Amlaş y Făgăraş. En 1373 Luis I tomó Severin nuevamente, pero los valacos lo recuperaron entre 1376 y 1377.